# Penaeus semisulcatus
Penaeus semisulcatus är en kräftdjursart som beskrevs av de Haan 1844. Penaeus semisulcatus ingår i släktet Penaeus och familjen Penaeidae. Inga underarter finns listade i Catalogue of Life.